# Guantánamo Files
Guantánamo Files är en serie hemliga dokument om fångar på Guantanamo Bay, publicerade av WikiLeaks. Dokumenten är daterade mellan 2002 och 2008. De består av tusentals sidor, som beskriver hundratals fångar, med bland annat beskrivningar för varför de hålls i fångenskap. Enligt WikiLeaks är bevisen mot många fångar baserade på uttalanden av andra, opålitliga fångar, som sagt det under tortyr eller för att få bättre behandling.
Från dokumenten framgår att minst 22, möjligen 28 personer som varit under 18 år gamla då de begått brotten harhållits på Guantanamo Bay. Pentagon uppgav 2008 deras antal till åtta.